# Ян Мортенсон
Ян Пер Є́ста Мо́ртенсон (швед. Jan Per Gösta Mårtenson, *14 лютого 1933, Упсала) — шведський письменник, дипломат і урядовець. Широкому загалу відомий передусім як автор детективів, у переважній більшості яких головним героєм виступає стокгольмський антиквар Юган Крістіан Гуман — дуже милий, розумний і трохи смішний чоловік, що вічно попадає в усілякі прикрі історії.

## Біографія
Ян Пер Єста Мортенсон народився в сім'ї полковника. З боку матері нащадок відомого літератора, державного та церковного діяча Ґустафа Вільгельма Ґумеліуса. Ще школярем подорожував в Англії та Франції й вивчав мови. Відслуживши в армії, закінчив курс кадетської школи й став офіцером запасу. 1954 року вступив на юридичний факультет Упсальського університету, 1960-го одержав диплом. Тоді ж влаштувався на роботу в міністерстві закордонних справ Швеції.
У 1961 — 1963 рр. він аташе посольства в Бразилії, відтак секретар лауреата Нобелівської премії Гіоргоса Сеферіса. До 1965 року працює в Організації економічного співробітництва і розвитку. 1965 — 1967 рр. — робота в ООН. У 1967 — 1972 рр. Мортенсон обіймає посаду заступника директора Стокгольмського міжнародного інституту досліджень у галузі миру. На 1972 — 1975 рр. припадає робота в міністерстві сільського господарства. 1975-го він став секретарем шведського короля Карла XVI Ґустава і речником королівського двору. Писав промови для короля, супроводив його в закордонних візитах, зокрема 1978 р. в СРСР. З 1979-го по 1993 рік він помічник генерального секретаря ООН й співробітник Центру роззброєння при ООН, згодом — заступник генерального директора новоствореного Відділу у справах роззброєння. У 1987 — 1993 рр. обіймав посаду генерального директора Європейського офісу ООН у Женеві. З 1993-го по 1996 рік Мортенсон — посол у Швейцарії. Від 1996-го аж до виходу на пенсію він працює в ООН.

### Детективи про Гумана
- 1973 — «Helgeandsmordet» — «Убивство святого духа»
- 1974 — «Drakguldet» — «Золото дракона»
- 1975 — «Demonerna» — «Демони» (або ж інакше «Таємниця мексиканських божків смерти»)
- 1976 — «Häxhammaren» — «Відьомський молот»
- 1977 — «Döden» går på museum" — «Смерть ходить по музею»
- 1978 — «Döden» går på cirkus" — «Смерть ходить по цирку»
- 1979 — «Vinprovarna» — «Дегустатори вина»
- 1980 — «Djävulens hand» — «Рука диявола»
- 1981 — «Döden gör en tavla» — «Смерть творить картину»
- 1982 — «Middag med döden» — «Обід зі смертю»
- 1983 — «Vampyren» — «Вампір»
- 1984 — «Guldmakaren» — «Алхімік»
- 1985 — «Häxmästaren» — «Чаклун»
- 1986 — «Rosor från döden» — «Троянди від смерти»
- 1987 — «Den röda näckrosen» — «Червоне латаття»
- 1988 — «Neros bägare» — «Чаша Нерона»
- 1989 — «Mord i Venedig» — «Убивство у Венеції»
- 1990 — «Akilles häl» — «Ахіллова п'ята»
- 1991 — «Ramses hämnd» — «Помста Рамзеса»
- 1992 — «Midas hand» — «Рука Мідаса»
- 1993 — «Gamens öga» — «Грифове око»
- 1994 — «Tsarens guld» — «Царське золото»
- 1995 — «Karons färja» — «Пором Харона»
- 1996 — «Caesars örn» — «Орел Цезаря»
- 1997 — «Högt spel» — «Велика гра»
- 1998 — «Det svarta guldet» — «Чорне золото»
- 1999 — «Häxan» — «Відьма»
- 2000 — «Mord på Mauritius» — «Убивство на Маврикії»
- 2001 — «Ikaros flykt» — «Політ Ікара»
- 2002 — «Mord ombord» — «Убивство на борту»
- 2003 — «Dödligt svek» — «Смертельна підступність»
- 2004 — «Ostindiefararen» — «Ост-індський пастор»
- 2005 — «Döden går på auktion» — «Смерть ходить по аукціоні»
- 2006 — «Den kinesiska trädgården» — «Китайський сад»
- 2007 — «Spionen» — «Шпигун»
- 2008 — «Dödssynden» — «Смертельний гріх»
- 2009 — «Palatsmordet» — «Палацове вбивство»
- 2010 — «Mord i Havanna» — «Убивство в Гавані»
- 2011 — «Safari med döden» — «Сафарі зі смертю»
- 2012 — «Mord i blått» — «Убивство в блакиті»
- 2012 — «Jubileumsmord» (elva Homan noveller) — «Ювілейне вбивство» (одинадцять оповідань)
- 2013 — «Den grekiska hjälmen» — «Грецький шолом»
- 2014 — «Juvelskrinet» — «Коштовна шкатулка»
- 2015 — «Medicis ring» — «Перстень Медічі»
- 2016 — «Silverapostlarna» — «Срібні апостоли»
- 2017 — «Elakt spel» — «Жалюгідна гра»
- 2018 — «Den engelske kusinen» — «Англійська кузина»
- 2019 — «Dödligt hot» — «Смертельна загроза»
- 2020 — «I skuggan av Etna» — «У тіні Етни»
- 2021 — «Se döden på dig väntar» — «Поглянь, он смерть тебе чекає»

У творах «Алхімік», «Чаклун» і «Ост-індський пастор» дія відбувається на зломі вісімнадцятого й дев'ятнадцятого століть. Головний герой — Юган Себастьян Гуман, предок Югана Крістіана Гумана.

### Інші книжки
- 1970 — «32 om kärlek» (lyrik) — «32 про кохання» (лірика)
- 1971 — «Telegrammet från San José» — «Телеграма із Сан-Хосе»
- 1971 — «Tre Skilling Banco» — «Тригрошева асигнація»
- 1972 — «Nobelpristagaren och döden» — «Нобелівський лауреат і смерть»
- 1978 — «Släkten är bäst» — «Родич — найкращий»
- 1982 — «Utsikt från min trappa» — «Краєвид із моїх сходів»
- 1985 — «Drottningholm — slottet vid vattnet» (essäer)— «Дроттнінгольм — палац біля води» (есеї)
- 1986 — «Sverige» (tillsammans med andra) — «Швеція» (у співавторстві з іншими)
- 1989 — «Slottet i staden» (essäer) — «Замок у місті» (есеї)
- 1991 — «Arvfurstens palats» (essäer) (tillsammans med Alf Åberg) — «Палац принца-наступника» (есеї, у співавторстві з Альфом Оберґом)
- 1994 — «Kungliga svenska konstnärer» (tillsammans med andra) — «Шведські королівські митці» (у співавторстві з іншими)
- 1994 — «Mord och mat» (recept) — «Убивство і їжа» (рецепти)
- 1997 — «Residens — Svenska EU-ambassader» — «Резиденція — шведські посольства у країнах ЄС»
- 1997 — «Sofia Albertina — en prinsessas palats» (essäer) (tillsammans med Ralf Turander)— «Софія Альбертіна — принцесин палац» (есеї, у співавторстві з Ральфом Турандером)
- 2000 — «Att kyssa ett träd» (memoarer) — «Поцілувати дерево» (мемуари)
- 2002 — «Mord i Gamla stan» — «Убивство у Старому місті»
- 2003 — «Mord på menyn» — «Убивство в меню»
- 2005 — «Beridna högvakten» (tillsammans med Ralf Turander) — «Кінна почесна варта» (у співавторстві з Ральфом Турандером)
- 2007 — «Kungliga Djurgården» (tillsammans med Ralf Turander) — «Королівський Юрґорден» (у співавторстві з Ральфом Турандером)
- 2013 — «Oss håller inga bojor, oss binder inga band!» (tillsammans med Susanne Giraud) — «Нас не втримують буї, нас не в'яжуть пута!» (у співавторстві з Сюзанн Жіро)
- 2015 — «Ridkonsten i Sverige — historien om hästarna, Strömsholm och mästarna» — «Мистецтво верхової їзди у Швеції — історії про коней, Стремсгольм і мастаків»

## Українські переклади
- «Смерть ходить по музею» («Всесвіт», 1985, № 9, 10, переклали Юрій Попсуєнко і Сергій Плахтинський)
- «Смерть ходить по музею» («Дніпро», сер. «Романи й повісті» № 4, 1987, переклали Юрій Попсуєнко і Сергій Плахтинський). Електронна версія [Архівовано 18 липня 2015 у Wayback Machine.]
- «Таємниця мексиканських божків смерти» («Всесвіт», 2000, № 5-6, переклав Олег Король)